# Bouxières-aux-Dames
Bouxières-aux-Dames là một xã thuộc tỉnh Meurthe-et-Moselle trong vùng Meurthe-et-Moselle đông bắc Pháp. Xã này nằm ở khu vực có độ cao trung bình 220 mét trên mực nước biển.
Thị trấn nằm trên sườn đồi, theo hướng nam-bắc. Xã nhìn ra nơi hợp lưu của sông Moselle và sông Meurthe.